# Beauvilliers (Yonne)
Beauvilliers ist eine französische Gemeinde mit 71 Einwohnern (Stand: 1. Januar 2022) im Yonne in der Region Bourgogne-Franche-Comté. Sie gehört zum Arrondissement Avallon und ist Mitglied im Gemeindeverband Avallon-Vézelay-Morvan. 

## Geographie
Beauvilliers liegt etwa 55 Kilometer südöstlich von Auxerre und etwa 13 Kilometer südöstlich von Avallon im Regionalen Naturpark Morvan. Knapp 90 % der Fläche der Gemeinde wird landwirtschaftlich genutzt.
Umgeben wird Beauvilliers von den Nachbargemeinden Bussières im Norden und Osten, Saint-Léger-Vauban im Süden, Quarré-les-Tombes im Südwesten sowie Saint-Brancher im Westen.

## Bevölkerungsentwicklung
| Jahr                       | 1962 | 1968 | 1975 | 1982 | 1990 | 1999 | 2006 | 2013 | 2020 |
| Einwohner                  | 127  | 120  | 88   | 74   | 90   | 88   | 92   | 97   | 64   |
| Quellen: Cassini und INSEE |      |      |      |      |      |      |      |      |      |

## Sehenswürdigkeiten
- Kirche Notre-Dame aus dem 15. Jahrhundert
- Schloss Grésigny aus dem 17. Jahrhundert, seit 1976 in Teilen als Monument historique eingeschrieben
- Herrenhaus von Montchanin